# Lioderina linearis
Lioderina linearis är en skalbaggsart som först beskrevs av Hampe 1870.  Lioderina linearis ingår i släktet Lioderina och familjen långhorningar. IUCN kategoriserar arten globalt som otillräckligt studerad. Inga underarter finns listade i Catalogue of Life.